# 白山市白峰
白山市白峰（はくさんししらみね）は、石川県白山市にある重要伝統的建造物群保存地区。白山市（旧：石川郡白峰村）白峰の一部、約10.7haの範囲である。

## 概要
白山市白峰（旧：石川郡白峰村白峰）は、周囲を山々に囲まれた豪雪地帯であり、山間部の狭隘な土地に集落が形成されている。その気候風土から稲作はほとんど行なわれておらず、江戸時代中期から養蚕が盛んに行なわれ発展した。当時の住民たちは、その収入により生活に必要な日用品や海産物などを購入していた。
通りに面して社寺や大家が立ち並び、それを囲むように石垣が連なっており、山村でありながら建物が密集して町場のような景観を形成している。建物の特徴として、黄土色の大壁と縦長の窓が連続してみられ、薪などの出し入れのために玄関の2階部分に大背戸といわれる間口一間の出入口を設けている。

## 重要伝統的建造物群保存地区データ
地区名称：白山市白峰
種別：山村・養蚕集落
選定年月日：2012年7月9日
選定基準：（3）伝統的建造物群及びその周囲の環境が地域的特色を顕著に示しているもの
面積：10.7ha

## 主な建造物・施設
- 山岸家
- 与平
- 白山下山仏
- 雪だるまカフェ
- 白峰温泉総湯
- 白山ろく民俗資料館
- 牛首紬織りの資料館（白山工房）
- 百万貫の岩
- 白山恐竜パーク白峰
- 太田の大トチノキ
- 桑島化石壁

## アクセス
- 北陸自動車道白山インターチェンジから車で約90分
- 北陸鉄道石川線鶴来駅から北鉄白山バスで約50分

## 周辺情報
- 白山
- 白山比咩神社
- 白山国立公園
- 手取川流域の珪化木産地
- 白峰温泉